# Phrynonax poecilonotus
Phrynonax poecilonotus е вид змия от семейство Смокообразни (Colubridae). Видът не е застрашен от изчезване.

## Разпространение и местообитание
Разпространен е в Белиз, Боливия, Бразилия, Гватемала, Колумбия, Коста Рика, Мексико, Никарагуа, Панама и Хондурас.
Обитава гористи местности, склонове, савани, крайбрежия и плажове.

## Описание
Популацията на вида е стабилна.